# Asfarvarin
Asfarvarīn (farsi اسفرورین) è una città dello shahrestān di Takestan, circoscrizione di Asfarvarin, nella provincia di Qazvin in Iran. Aveva, nel 2006, una popolazione di 12.104 abitanti. La città si trova a sud di Takestan.